# Cercenasco
Cercenasco és un comune (municipi) de la ciutat metropolitana de Torí, a la regió italiana del Piemont, situat a uns 25 quilòmetres al sud-oest de Torí. A 1 de gener de 2019 la seva població era de 1.809 habitants.
Cercenasco limita amb els següents municipis: Castagnole Piemonte, Scalenghe, Buriasco, Virle Piemonte i Vigone.